# マリー・ルイーズ・エリザベート・ドルレアン
マリー・ルイーズ・エリザベート・ドルレアン（Marie Louise Elisabeth d'Orléans, duchesse de Berry, 1695年8月20日 - 1719年7月20日）は、フランス王族であるベリー公シャルルの妃。 

## 生涯
後年、幼君ルイ15世摂政に就くオルレアン公フィリップ2世と妃フランソワーズ・マリー・ド・ブルボンの長女として、ヴェルサイユで生まれた。
1710年7月、従兄であるベリー公シャルルと結婚した。しかし、最初の妊娠が流産となって二度と子供が産めなくなり、夫と不仲になってしまった。1714年、夫ベリー公は死去した。
マリー・ルイーズは父から与えられたラ・ミュエット宮殿（ラ・ミュエット城ないし宮殿、Château de la Muette, 現在のパリ16区）を居宅にし、また幾度も饗宴を開き、招待客のなかには初代ロシア皇帝ピョートル1世もいた。こうした経緯のなか、同城は未亡人らの"秘密の産院"にも提供されていた。しかし時を経ずして1719年、同ラ・ミュエットで亡くなった。

## ギャラリー

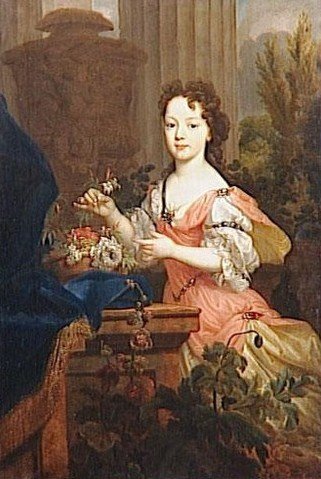
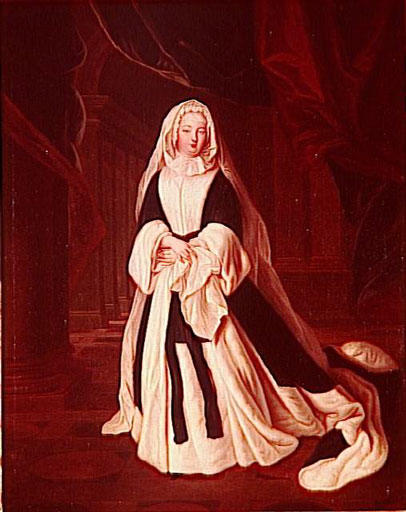
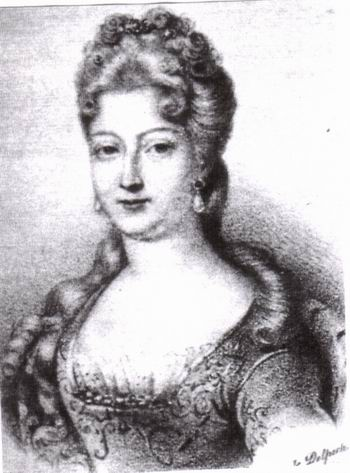